# S&T Motiv K12
S&T Motiv K12 là loại súng súng máy đa chức năng do hãng S&T Motiv chế tạo cho lực lượng quân đội Hàn Quốc để thay thế cho các khẩu M60. Loại súng này được giới thiệu ra công chúng lần đầu năm 2009 qua triển lãm Seoul ADEX. Chúng cũng được dự tính dùng cho xuất khẩu.

## Phát triển
Từ năm 1990 lực lượng quân đội Hàn Quốc đã đi theo xu hướng giảm sự hiện diện của các loại súng máy sử dụng đạn 7,62mm của NATO. Quân đội Hàn Quốc đã sử dụng các khẩu M60 gần như là loại súng máy tiêu chuẩn của mình từ năm 1970-1990. Hoa Kỳ đã cung cấp loại súng này khi Hàn Quốc gửi quân sang trong chiến tranh Việt Nam sau đó công ty Daewoo (nay là S&T Motiv) đã tiến hành sản xuất với giấy phép tại Hàn Quốc. Lúc học thuyết quân sự của Hoa Kỳ ảnh hưởng mạnh lên Hàn Quốc thì khẩu M60 được dùng trong hầu hết mọi nơi và việc phát triển khẩu Daewoo K3 đã được thực hiện khi quân đội Hoa Kỳ bắt đầu sử dụng khẩu M249 SAW từ năm 1980. Nhưng mọi thứ bắt đầu thay đổi từ năm 2000, khẩu K3 đa chức năng bắt đầu vươn lên giành lấy hết vị trí mà trước đó khẩu M60 từng giữ trong lực lượng bộ binh.
Tuy nhiên do cỡ đạn 5,56mm của K3 có tầm bắn ngắn và hỏa lực hạn chế nên khẩu M60 vẫn được dùng để gắn trên các xe tăng và trực thăng và chính phủ Hàn Quốc khi đó chưa muốn tốn thêm tiền để thay thế tất cả M60. Nhưng mọi thứ đã thay đổi khi chương trình phát triển trực thăng mới của Hàn Quốc hoàn tất là KUH-1 và quân đội Hàn Quốc cam kết mua 300 chiếc. Việc này tương đương cùng với nó là yêu cầu một loại súng máy mới để gắn trên chúng khi các khẩu M60 đã quá cũ và ban đầu quân đội muốn mua từ các nhà cung cấp nước ngoài nhưng các công ty tại Hàn Quốc đã thấy cơ hội mới để phát triển một loại súng máy 7,62mm nội địa.
Dù vài trăm khẩu để gắn trên trực thăng không phải là lý do tốt để phát triển một loại súng mới mà là cơ hội để thay toàn bộ khẩu M60. Khi quân đội Hàn tính đến cuối năm 2014 có khoảng 2300 xe tăng và mỗi chiếc có hai khẩu cùng số lượng tương tự xe bọc thép với mỗi chiếc một khẩu. Ngoài ra lực lượng bộ binh cũng muốn tái trang bị súng máy cỡ đạn 7,62mm. Một khi quân đội Hàn Quốc mua số lượng đáng kể thì thị trường xuất khẩu sẽ mở ra. S&T Motive đã phát triển mẫu thử nghiệm XK-12 và nó đã được thông qua vào năm 2012 với tên K-12 để trang bị trên các chiếc KUH-1.

## Thiết kế
K12 sử dụng cơ chế nạp đạn bằng khí nén với khóa nòng xoay và nạp đạn bằng dây đạn. Về cơ bản thì vẻ ngoài và cơ chế hoạt động của loại súng này phát triển dựa vào khẩu K3 chỉ khác là nó không dùng được hộp đạn. Toàn bộ súng nặng khoảng 12 kg, hơi nặng cho một loại súng máy vì nó có tới hai cơ chế điểm hỏa, một là cò và hai là nút nằm ở báng súng thông thường thì súng máy chỉ chọn một cơ chế trong khi loại súng này gắn cả hai để có thể vừa gắn trên phương tiện cơ giới vừa có thể tác chiến trên bộ. Thân súng được làm bằng thép dập nhưng miếng che bụi ở bộ phận nạp đạn thì được làm bằng hợp kim nhôm.
Hệ thống nhắm cơ bản của súng là điểm ruồi nhưng súng có thanh răng trên thân để gắn hệ thống nhắm khác hiệu quả hơn nếu cần như hệ thống nhìn đêm cũng như các hệ thống quang điện tử khác. Súng có chân chống chữ V có thể gấp lại cũng như có khả năng thay nòng nhanh chóng.